# Slag bij Valverde
De Slag bij Valverde vond plaats op 20 februari en 21 februari 1862 in Valverde, New Mexico tijdens de Amerikaanse Burgeroorlog. Deze slag was een overwinning voor de Zuidelijken. Met cavalerie en verschillende compagnieën van militie-soldaten overwonnen ze beroepssoldaten en militie-soldaten van de Noordelijken.

## Achtergrond
Dit was de eerste slag in de New Mexico Campagne. De Zuidelijken hoopte om Fort Craig op de Noordelijken te veroveren. Hiermee zou de Noordelijke aanwezigheid verdwijnen en zouden de voorraden van het fort in Zuidelijke handen vallen. Hoewel de Zuidelijken de Noordelijken van het slagveld verjoegen, weigerde kolonel Edward Canby het fort op te geven.
Op 13 februari leidde de Zuidelijke brigadegeneraal Henry Hopkins Sibley zijn brigade van ongeveer 2.500 soldaten tot op ongeveer 18 km van het fort. Sibley kon met de beschikbare troepen het fort niet stormenderhand innemen. De volgende drie dagen stelde hij zijn eenheden op in slaglinie. Hiermee hoopte hij de Noordelijken uit het fort te lokken. Canby bleef echter achter de muren van het fort.
De Zuidelijken hadden maar voor enkele dagen aan voorraden bij zich. Na een beraadslaging op de 18de beslisten ze om de Rio Grande over te steken. Ze rukten langs de oostelijke oever van de rivier op naar een oversteekplaats bij Valverde, ten noorden van Fort Craig. De Zuidelijken wilden de Noordelijke communicatielijnen verbreken met hun hoofdkwartier in Santa Fe, New Mexico. Tijdens de nacht van 20 februari op 21 februari kampeerden de Zuidelijken op enkele kilometers van de oversteekplaats bij Valverde. Tijdens de nacht hadden ze problemen gehad met losgebroken muilezels en paarden. Deze werden al snel weer gevangen. In de vroege ochtend stuurde Sibley een verkenningseenheid naar de oversteekplaats. Deze eenheid bestond uit vier compagnieën van de 2nd Texas Mounted Rifles onder leiding van majoor Charles Pyron. De 4th Texas Mounted Rifles onder leiding van luitenant-kolonel William R. Scurry diende als ondersteuning. De rest van de eenheden bleven in het kamp, maar zouden later volgen.
Noordelijke verkenners hadden Canby geïnformeerd over de Zuidelijke bewegingen ten noorden van het fort. Canby stuurde hierop een gemengde eenheid van infanterie, cavalerie en artillerie onder leiding van luitenant-kolonel Benjamin S. Roberts naar de oversteekplaats. De infanterie en artillerie vertraagden de opmars. Roberts stuurde majoor Thomas Duncan met de cavalerie vooruit om de oversteekplaats veilig te stellen. Na het vertrek van Roberts, stuurde Canby militie-eenheden om de bewegingen van de vijand te volgen en waar mogelijk zijn flank of achterhoede te bedreigen.

## De slag
De Zuidelijken waren niet op de hoogte van de Noordelijke aanwezigheid bij de oversteekplaats tot ze zelf arriveerden. Pyron verstopte zijn manschappen in een oude, opgedroogde rivierbedding en stuurde iemand om versterkingen te halen bij de 4th Texas. De Noordelijken vielen ondanks hun numeriek overwicht de Zuidelijken niet aan. Hierdoor moest de Noordelijke artillerie op de westelijke oever van de Rio Grande blijven.
Toen Scurry arriveerde, stelde hij zijn regiment op aan de rechterflank van Pyron en de artillerie aan de Zuidelijke linkerflank. Hun wapens, die uit pistolen en lichte geweren bestonden, kon de Noordelijke linie weinig schade toebrengen. Ook de Noordelijke kanonnen stonden opgesteld buiten het bereik van de Zuidelijke houwitsers. Ondertussen marcheerde Canby met de overige garnizoenseenheden op naar Valverde. Enkele militie-eenheden bleven achter om het fort te bewaken. Toen Canby bij Valverde arriveerde, stuurde hij de meerderheid van zijn troepen de rivier over. De 1st New Mexico Infantry en de 2nd New Mexico Infantry bleven achter als reserve. De kanonnen werden nu eveneens overgezet.
Tegen de vroege namiddag arriveerden de andere Zuidelijke eenheden op het slagveld. Sibley gaf het bevel van de brigade over aan Green, die de 5th Texas in handen gaf van majoor Samuel Lockridge. Rond 14.00 uur stuurde Green een eenheid lansiers naar het uiterste punt van de Noordelijke rechterflank. Daar dacht hij een onervaren eenheid gezien te hebben. Het bleek echter een Coloradocompagnie te zijn die de charge gemakkelijk doorstond. Twintig Zuidelijke lansiers werden gedood of gewond tijdens de charge. Het restant van de eenheid herbewapende zich bij de terugkeer naar eigen linie en bleef verder vechten.
Tegen de late namiddag zag Canby dat een frontale aanval niet zou slagen. Hij besliste daarop om de vijandelijke linkerflank aan te vallen. Hij stuurde een batterij dichter bij de Zuidelijke linie en verplaatste enkele compagnieën naar zijn rechterflank, waaronder de 1st New Mexico. Door dit manoeuvre had Canby zijn centrum verzwakt. De resterende batterijen werden beschermd door onervaren militie-eenheden. Green stuurde Raguet eropuit om de Noordelijke rechterflank aan te vallen om hun aanval in de kiem te smoren. Deze aanval werd bloedig afgeslagen. De Noordelijke rechterflank zette de tegenaanval in.
Net op dit moment opende Scurry de aanval op het Noordelijke centrum. 750 soldaten vielen in drie opeenvolgende golven aan. De kracht van deze aanval deed de helft van het centrum op de vlucht slaan. Lockridge viel dodelijk gewond neer. De Noordelijken kwamen hun centrum te hulp met een tegencharge van hun cavalerie. Toch zetten de Zuidelijken hun aanval verder op de vijandelijke linkerflank. De artillerie werd veroverd. De Noordelijke linie brak. Canby was snel genoeg om zijn eenheden te hergroeperen en ze terug te trekken naar het fort. Sibley wilde de aanval verder zetten. Canby hees echter de witte vlag met de vraag om de lichamen van de gesneuvelden en gewonden te mogen oppikken. Sibly stond dit ridderlijk toe.

## Gevolgen
De Zuidelijken beheersten het slagveld en claimden de overwinning. Toch hadden ze zware verliezen geleden. Ongeveer 150 tot 230 soldaten werden gedood of gewond (afhankelijk van de verschillende bronnen).
Canby verloor 475 soldaten en zijn artillerie. Hij gaf de schuld voor zijn nederlaag aan de militia-eenheden die na de aanval op het centrum de benen namen. Nadat Canby geweigerd had om zich over te geven, lieten de Zuidelijken het fort links liggen. Canby zat hierdoor in een positie om de Zuidelijke communicatie- en bevoorradingslijnen te verstoren. Hij viel de vijandelijke versterkingen aan en hoopte hiermee de vijand leeg te doen bloeden. Met de nodige versterkingen zou hij de vijand dan kunnen verslaan.